# Глухов, Пётр Семёнович
Пётр Семёнович Глухов (эрз. Глуховонь Петр Семенович; 26 декабря 1897 или 13 [25] декабря 1897, Малые Кармалы, Буинский уезд, Симбирская губерния, Российская империя — 7 февраля 1979, Магнитогорск, Челябинская область) — эрзянский писатель, один из первых эрзянских журналистов. Редактор газеты «Якстере Теште» (1924—1927). Племянник эрзянского просветителя Макара Евсевьева.

## Биография
Родился в эрзянской семье.
В пятилетнем возрасте остался полусиротой — отец умер от брюшного тифа. Образованием мальчика, рано проявлявшего интерес к учебе, занялся брат матери — Макар Евсевьев. Петр Глухов был устроен в эрзянскую школу при Казанской учительской семинарии, где он прошёл начальный курс образования. Через два года после обучения в эрзянской школе (1912 год), Глухов поступил в подготовительный класс этой же семинарии, окончив его в 1916 году.
Вскоре Глухов был призван в Императорскую армию. Служил в артиллерии на передовой линии около четырех месяцев. После ранения был демобилизован по болезни.
После Октябрьского переворота 1917 года участвовал в военных конфликтах на стороне большевиков. В апреле 1922 года Глухов направлен в Иркутский губпродком на должность инспектора. Затем в должности налогового инспектора работал в губфинотделе.
В 1923 учился в Москве на центральных курсах финансовых работников. Находясь на курсах, Глухов становится частым гостем редакции газеты «Якстере Теште», где начинает писать статьи о сельхозналоге, денежной реформе и других вопросах экономической политики. С 1924 по 1927 год был её редактором.
В 1930 году заканчивает заочное отделение Московского промышленно-экономического института. В 1931 году направлен на строительство Магнитогорского металлургического комбината, в одном из цехов которого возглавлял отдел труда и заработной платы.

## Творчество
С конца 1920-х Глухов начинает заниматься литературным творчеством. Стали широко известны его рассказы «Кедровые орехи» (эрз. «Кедровая пештть») и «По ветру» (эрз. «Варма мельга»). Значительный интерес представляют очерки о встречах с Макаром Евсевьевым, Степаном Эрьзя и т. д.
В основу рассказа «Кедровые орехи» положены события, происходившие в годы Гражданской войны в мордовской деревне в Сибири. Глухов описывает в нем стремление крестьян к обновлению жизни. Сюжет произведения динамичен, рассказ написан с широким использованием поэтики устного творчества народа, доступным языком. Главный персонаж рассказа — Дьябонь Микол, житель села Малые Кармалы, переехавший в Сибирь. Рассказ вошел в золотой фонд эрзянской литературы. В начале 1930-х годов этот рассказ был включен в школьные учебники. В 1949 году издан отдельной книгой, а в 1954 году в переводе на русский язык вышел в сборнике «Мордовские рассказы».
Второе издание этого сборника вышло в издательстве «Советский писатель» в 1958 году. В 2003 году в Мордовском книжном издательстве выпущена книга рассказов и воспоминаний «Кедровая пештть».
В рассказе «По ветру» рассказывается о бедняке Шкарькине Ягре, мечтавшем купить лошадь. Этот рассказ включен в хрестоматию «Родная литература» (эрз. «Тыринь литература») для 9-х классов эрзянских школ.
Скончался 7 февраля 1979 года, похоронен на Правобережном кладбище Магнитогорска.